# 張守庸
張守庸，字秉中，号和齐，福建同安人，明朝政治人物、進士出身。

## 生平
永樂十二年（1414年）甲午科福建鄉試中舉。永樂十三年，聯捷乙未科進士，授广东道监察御史。